# Fédéralisme
 (juillet 2023).
Si vous disposez d'ouvrages ou d'articles de référence ou si vous connaissez des sites web de qualité traitant du thème abordé ici, merci de compléter l'article en donnant les références utiles à sa vérifiabilité et en les liant à la section « Notes et références ».

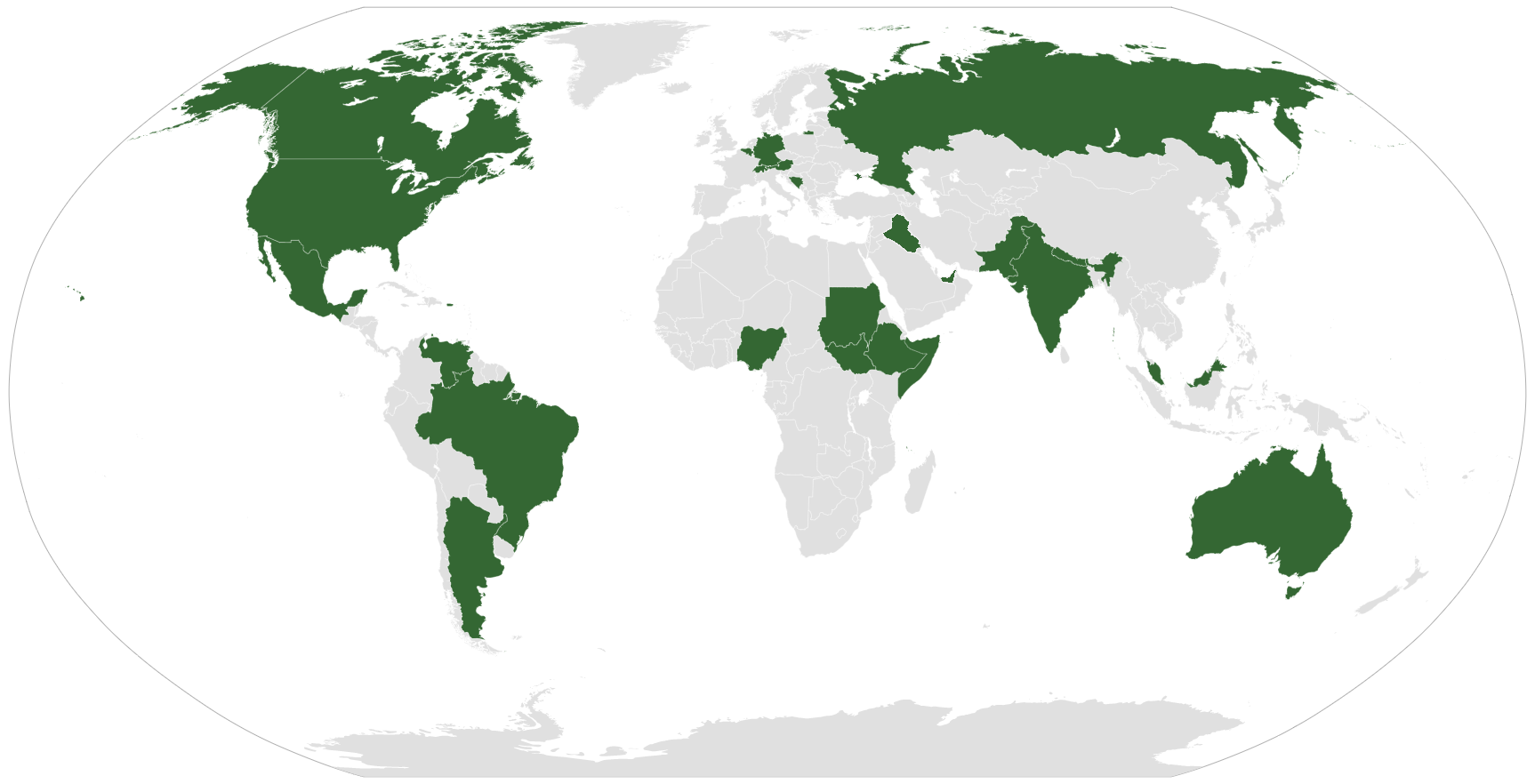
Les États fédéraux dans le monde.

Le fédéralisme, du latin fœdus, « renvoie à l'ensemble des caractéristiques et des pratiques institutionnelles des systèmes politiques fédéraux ainsi qu’aux théories politiques qui ont été construites pour en rendre compte ou pour les promouvoir ». Le fédéralisme est un système d’organisation, d’administration et de gouvernement dans lequel l’État est organisé en fédération et partage avec les États fédérés les diverses compétences constitutionnelles : législatives, juridictionnelles et administratives (par exemple, à des degrés différents : Belgique, Suisse, Allemagne, Australie, États-Unis, Canada, États fédérés de Micronésie, Émirats arabes unis, Brésil, Argentine, Nigeria, Inde, Mexique, union des Comores, fédération de Russie).
Lorsqu'il concerne une forme d'organisation de l'État, il s'oppose à l'État unitaire. La séparation des pouvoirs se fait alors entre États fédérés et État fédéral, selon les modalités organisées par une constitution fédérale. Une fédération peut naître de la réunion de plusieurs États au sein d'un même État fédéral ou par la scission d'un État unitaire en plusieurs entités fédérées. La dualité étatique ainsi créée renvoie à une double loyauté des citoyens : l'une à l'égard de la fédération, l'autre à l'égard de l'État membre, comme l'expliquèrent les intellectuels américains à l'origine de la conception moderne du fédéralisme tel Alexander Hamilton ou la théorie néo-madisonienne, dont la tâche consista justement à dépasser le dogme de l'unité absolue de l'État qui demeure valable pour les États unitaires.

## Origines
Le mot « fédéralisme » vient du latin foedus, « l'alliance ». Sous le Bas-Empire, les peuples barbares ainsi liés à Rome étaient des foederati.

### Fédéralisme territorial
Johannes Althusius est considéré comme le père du fédéralisme moderne. S'inspirant des principes politiques des peuples autochtones d'Amérique. Il a notamment exposé les bases de cette philosophie politique dans Politica Methodice Digesta, Atque Exemplis Sacris et Profanis Illustrata (1603).
Montesquieu voit dans l'Esprit des lois des exemples de républiques fédéralistes dans les sociétés de sociétés, la polis réunissant des villages, et les cités elles-mêmes formant des confédérations.
Toutefois, le fédéralisme au sens moderne du terme vient des États-Unis. L'État fédéral moderne apparaît avec la Constitution des États-Unis d'Amérique en 1787 qui succède à la Confédération de 1777.
La Suisse, souvent désignée à tort comme le premier État fédéral, devient un État fédéral lorsqu'elle adopte la constitution fédérale de 1848 formant ainsi la Confédération suisse. La première constitution suisse de 1798 ne laissait aucune autonomie aux cantons. Avant cela les cantons étaient organisés sous la forme d'une confédération d'États dont le pacte défensif permanent entre les cantons de Uri, Schwyz et Unterwald, conclu en 1291, en est l’origine.
Sous la Révolution française, le fédéralisme fut le nom donné en 1792 et 1793 au dessein qu'on prêtait aux Girondins de former, à partir des départements de la France, autant d'États égaux en droits et de les liguer contre Paris pour détruire la prépondérance de la capitale. Malgré les troubles qui agitèrent à cette époque l'Ouest et le Midi, il ne paraît pas que ce projet ait eu une quelconque réalité.

### Fédéralisme communautaire
Le fédéralisme communautaire a existé dans des États tels que les empires aztèque, indien, chinois ou turc, où, sur tout le territoire, c'étaient les communautés, essentiellement définies par l'origine et/ou la religion, qui constituaient une fédération. Ce type de fédéralisme multiconfessionnel (que certains média actuels appellent, par confusion, « nouvelle laïcité ») est connu sous le nom (d'origine turque) de « Système du Milliyet », et il a perduré dans certains États post-ottomans tels que Chypre, le Liban, la Syrie, la Jordanie, l'Égypte ou Israël. Il existe aussi dans des états tels que le Maroc, l'Iran ou le Pakistan.
Concrètement, cela signifie que des statuts spécifiques sont reconnus à chaque communauté, voire que des tribunaux spécifiques à chaque confession reconnue jugent exclusivement les affaires de « statut personnel » (mariage, divorce, héritage, adoption). Dans certains cas (Liban, Jordanie, Iran, Autorité palestinienne, Pakistan), ces communautés disposent de sièges réservés au Parlement.
Le principe austromarxiste et soviétique d'« autonomie nationale-culturelle », appliqué en URSS et dans l'ex-Yougoslavie, présente un système inspiré à la fois du fédéralisme territorial (avec des républiques fédérées et, à l'intérieur de chacune, des républiques ou des régions autonomes) et du fédéralisme communautaire (avec, sur tout le territoire, un traitement spécifiques selon l'appartenance ethnique).
Certaines formes du multiculturalisme, aux États-Unis, au Canada et en Australie notamment, utilisent des concepts similaires, où l'« autonomie nationale-culturelle » est prise en compte à la fois territorialement (réserves indigènes ou aborigènes) et selon le système du Milliyet (statut spécifique des Amérindiens et des Aborigènes sur tout le territoire).

## Théorie de l’État fédéral
Selon Georges Scelle, une fédération se caractérise par :
- le principe de superposition : les compétences étatiques sont réparties entre gouvernement fédéral et gouvernements des États fédérés ;
- le principe d’autonomie : chaque ordre de gouvernement est autonome ou « souverain » dans son domaine de juridiction ;
- le principe de participation : les entités fédérées sont représentées et participent aux décisions fédérales prises, souvent par le bicamérisme au niveau de l’État fédéral. L’une des chambres représente alors les États fédérés, tandis que l’autre chambre représente le peuple entier du territoire fédéral.

Les modalités de mise en œuvre de ces principes varient considérablement d’un État fédéral à l’autre. Une constitution formellement fédérale ne préjuge pas nécessairement en pratique du degré plus ou moins élevé de centralisme ni de démocratie.

### Fédération et confédération
(janvier 2013).

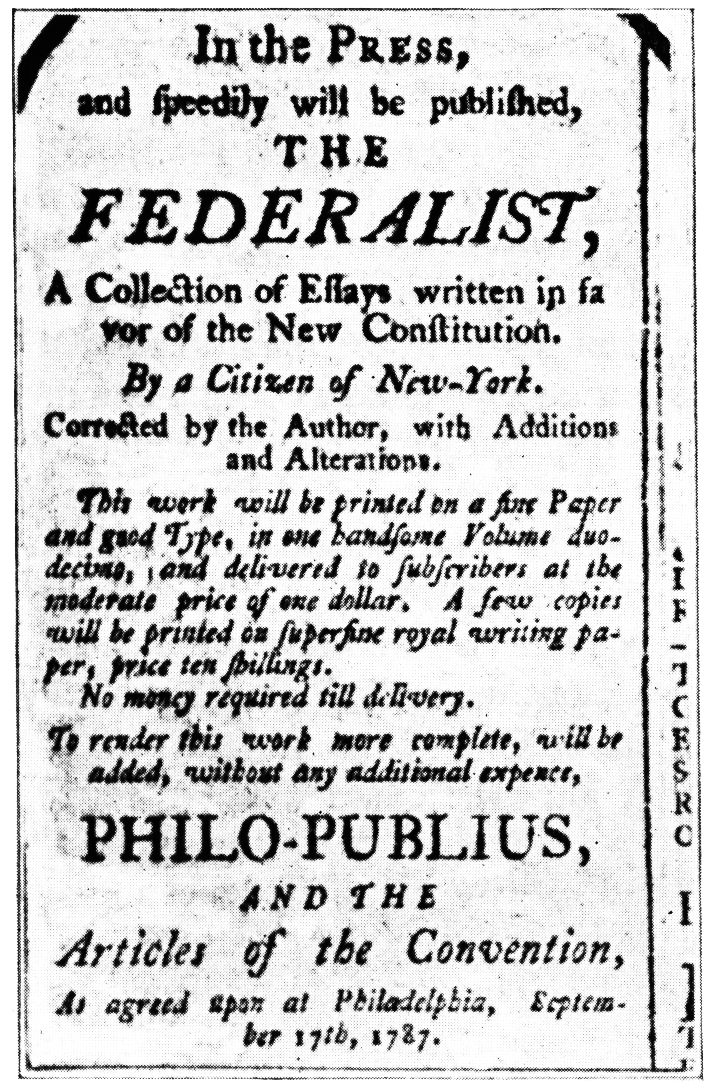
Le Fédéraliste, série d’articles parus en 1787-1788 en faveur de la transformation de la Confédération américaine en Fédération.

La distinction entre les deux notions est parfois délicate. Par exemple, la Suisse a conservé le nom de « Confédération suisse » alors même qu'elle est un État fédéral.
D’un point de vue juridique,
- une confédération d’États répond à une logique horizontale. Les États confédérés, unitaires et qui seront tous égaux, vont s’associer pour des raisons précises par le biais d’un traité international. Ces États unitaires conservent toute leur souveraineté ;
- un État fédéral répond à une logique verticale, qui peut être :
  - descendante (fédéralisme par désagrégation), c’est-à-dire qu’un État unitaire va se scinder en plusieurs entités fédérées, comme le cas de la Belgique ;
  - ascendante (fédéralisme par agrégation), c’est-à-dire que des États unitaires vont créer, par le biais d’une constitution, un État qui leur est supérieur, soit l’État fédéral (exemple des États-Unis et des Émirats Arabes Unis).

Les deux seuls régimes constitutionnels existants sont l’État unitaire et l’État fédéral. La confédération est une association d’États unitaires dans un but précis et n’a pas vocation à demeurer. La plupart du temps la confédération se transforme en État fédéral qui vient chapeauter, par sa constitution, les États membres devenant ainsi des entités fédérées. Mais il a aussi existé des confédérations moins heureuses, créées à partir d’entités groupées en association, qui, s’étant séparées violemment, ont donné naissance à des États unitaires. Le cas de la Belgique est particulier, les deux types d’entités fédérées sont, pour l’une, de nature culturelle et linguistique et pour l’autre de nature territoriale. S’il est vrai que les entités se recoupent grossièrement, un vrai bipolarisme (voir un binationalisme) Nord/Sud s’accroit toujours plus. C’est à cause de cette scission culturelle que l’État unitaire des années 1970 a évolué vers l’État fédéral (par désagrégation). Il semble qu’avec des revendications plus forte encore aujourd’hui, si l’État devait évoluer à nouveau se serait vers deux États unitaires et non une confédération qui elle suppose une réelle entre-aide.
Dans une confédération, il existe des organes communs aux différents États, sans création d’un État fédéral.
Du point de vue des ressortissants (ou citoyens) de l’État, il y a donc double citoyenneté dans un État fédéral.
Les confédérations se révèlent parfois provisoires et une étape vers la fédéralisation ascendante. Les organes communs acquièrent progressivement compétences et légitimité. On peut citer notamment les cas américain et suisse, où une Confédération a précédé l’adoption de constitutions fédérales. Mais certaines confédérations ont éclaté en plusieurs États indépendants comme la confédération entre le Sénégal et la Gambie en 1972 (Confédération de Sénégambie), la confédération formée par la communauté française, la confédération unissant la Malaisie et Singapour[Laquelle ?]…
La distinction entre une fédération et une confédération s’avère plus délicate en pratique qu’elle ne l’est en théorie, car ces associations politiques sont toujours uniques.
C’est le cas notamment de l’Union européenne, dont la nature est assez floue aujourd’hui, car elle reste en construction :
- pour les deuxième et troisième piliers, la logique intergouvernementale indique que l’Union serait plutôt une confédération ;
- pour le premier pilier, le plus important, il y a de réels transferts de souveraineté à l’Union (pouvoir législatif… (mais pas monétaire !)). Mais l’Union est une entité sui generis : elle est plus qu’une confédération, où il n’y a pas d’entité créée au-dessus des États, mais elle n’est pas aussi évoluée que la fédération, où il y a création d’un État fédéral (cependant, depuis le traité de Lisbonne signé le 13 décembre 2007, l’Union a la personnalité juridique de droit international - article 47 du TUE).

Il arrive qu’un État se scinde en plusieurs États fédérés (logique descendante) pour former une fédération (le cas de la Belgique et celui de l’Italie dont le fédéralisme est à l’état de projet) ou encore de l’Espagne (qui tout en se disant un État unitaire a quasiment toutes les caractéristiques de l’État fédéral), voire du Royaume-Uni. L’Allemagne également est devenue un État unitaire sous le règne d’Hitler pour redevenir un État fédéral après la guerre. Il arrive aussi que l’on passe d’un État fédéral à une Confédération comme ce fut le cas avec la Communauté des États indépendants qui a succédé à l’URSS.
Chaque structure présente des avantages et des inconvénients :
- une confédération laisse plus de liberté aux États confédérés (notamment sur la rupture du pacte d’association), en particulier parce qu’elle limite les représentations directes auprès des organes communs ;
- une fédération permet de plus facilement prendre des décisions, car la prise de décision se fait par principe à la majorité, tandis que dans une confédération, il y a souvent des blocages dus au fait qu’un nombre important de décisions supposent l’unanimité des États fédérés.

### Fédéralisme et décentralisation
Il ne faut pas confondre fédéralisme et décentralisation, même si certains États pratiquent en effet une décentralisation poussée menant à un fonctionnement proche de celui d’une fédération.
La différence entre un État unitaire fortement décentralisé (Décentralisation, Déconcentration, Régionalisme…), et un État fédéral tient dans la source du pouvoir : dans un État décentralisé, il est délégué par l’État aux régions (dévolution) par une loi (il peut donc théoriquement le leur reprendre), tandis que dans un État fédéral, elle est prévue par une constitution et ne peut être modifiée aussi facilement.
L’Espagne est un autre exemple de ce qui peut se rapprocher d’un fédéralisme. Pourtant, officiellement, l’Espagne est un état des autonomies. Bien qu’octroyant une large autonomie aux Communautés Autonomes (la Catalogne ou le Pays basque), l’Espagne reste et demeure juridiquement un pays unitaire. La Constitution de 1978 prend les formes d’une fédération en consacrant un titre à l’administration territoriale répartissant les compétences exclusives entre l’État et les Communautés de manière explicite. Elle précise également qu’à l’exclusion des compétences évoquées, toutes les autres qui ne seraient pas explicitement attribuées à l’une sont de droit et fait de la compétence de l’autre. En somme, certaines compétences qui ne sont pas prévues par la Constitution obligent l’État et les Communautés à travailler ensemble. L’État établissant un « agencement national » (des bases communes, notamment dans le domaine social et économique) que les Communautés peuvent par la suite compléter. Le fond semble bien correspondre à une fédération, mais il n’est pas évoqué comme tel pour des raisons culturelles, politiques et historiques. L’Espagne a toujours nourri l’idée d’être une nation unitaire malgré la diversité.
Deux autres caractéristiques viennent renforcer l’idée que l’Espagne est loin d’être une fédération : l’existence d’une péréquation financière commune, ainsi qu’un ordre judiciaire commun.
L’Italie évolue aussi progressivement vers le fédéralisme. Une réforme constitutionnelle qui fut proposée en 2006 avait pour objectif de transformer juridiquement la république unitaire décentralisée actuelle en une véritable république fédérale.
Le Royaume-Uni a accordé des compétences à l’Écosse (actuellement dirigée par des indépendantistes), au Pays de Galles et à l’Irlande du Nord. L’Angleterre (au sens strict), qui réunit l’essentiel de la population du pays, n’aspire cependant pas à l’autonomie. Cette situation institutionnelle permet ainsi aux élus écossais siégeant à la Chambre des communes de voter sur des lois s’appliquant en Angleterre, mais pas en Écosse où le parlement écossais est compétent.

### États fédéraux dans le monde

Les États fédéraux dans le monde

On compte aujourd’hui 28 États fédéraux dans le monde qui rassemblent autour de 40 % de la population mondiale.
Les régimes fédéraux les plus connus sont : les États-Unis, la Russie (fédération de Russie) le Canada, l’Allemagne (« République fédérale d’Allemagne »), la Suisse (malgré son nom de Confédération Suisse), la Belgique, le Mexique (« Les États-Unis mexicains »), l’Inde.
L’Espagne a opté pour une forme qui peut s’apparenter à un État fédéral : les autonomies (Communautés autonomes). En France, le statut de territoires tel la Nouvelle-Calédonie ou encore de la Polynésie française tend à faire de la France un État fédératif.

## Fonctionnement des États fédéraux
Comprenant des collectivités internes et une communauté globale auxquelles sont attribuées des compétences distinctes, l'État fédéral est fondé sur une volonté de vivre ensemble à la majorité dans le domaine de ses compétences. La communauté globale est constituée en unité comme les collectivités internes et pour agir, s'incarne en un gouvernement fédéral.

### Relations de pouvoir
En pratique, l'État fédéral contrôle les États (fédérés), et vice versa. Les États participent aux décisions, mais collectivement et non individuellement (Sénat des États-Unis, Bundesrat d'Allemagne).
Un cas particulier est celui du fédéralisme belge, où les entités fédérées ne sont pas contrôlées par le pouvoir fédéral, mais se placent au même niveau que celui-ci, y compris pour les relations extérieures. Les compétences des régions belges se prolongent sur la scène internationale.
Une des principales caractéristiques des systèmes fédéraux est une forme de bicamérisme basée sur l'existence d'organes politiques importants associant les citoyens des États fédérés (Chambre basse), et non pas seulement les États (Chambre haute). Par exemple, la Chambre des représentants des États-Unis, le Bundestag d'Allemagne et le Conseil national suisse.
Fédéralisme et démocratie : le principe du fédéralisme étant une organisation fondée sur l'équilibre entre des centres de pouvoir concurrent, il est difficile d'envisager un fonctionnement effectivement fédéral sans pluralisme qui seul permet effectivement la participation d'entités fédérées aux décisions du pouvoir central. Ainsi, le fédéralisme formel de l'Union soviétique voyait en pratique une conception très centralisée du pouvoir, celui-ci étant confié au Parti communiste. Cependant, le cas des Émirats arabes unis (une fédération de sept monarchies absolues) prouve que le fédéralisme n'implique pas nécessairement la démocratie.
Le système partisan dans les fédérations est souvent particulier puisque les grands partis qui agissent au niveau fédéral sont souvent eux-mêmes organisés statutairement de la même manière. Le système partisan de certains États fédérés peut même être très différent du système partisan fédéral, en particulier dans le cas d'un fédéralisme asymétrique.

### Répartition des compétences

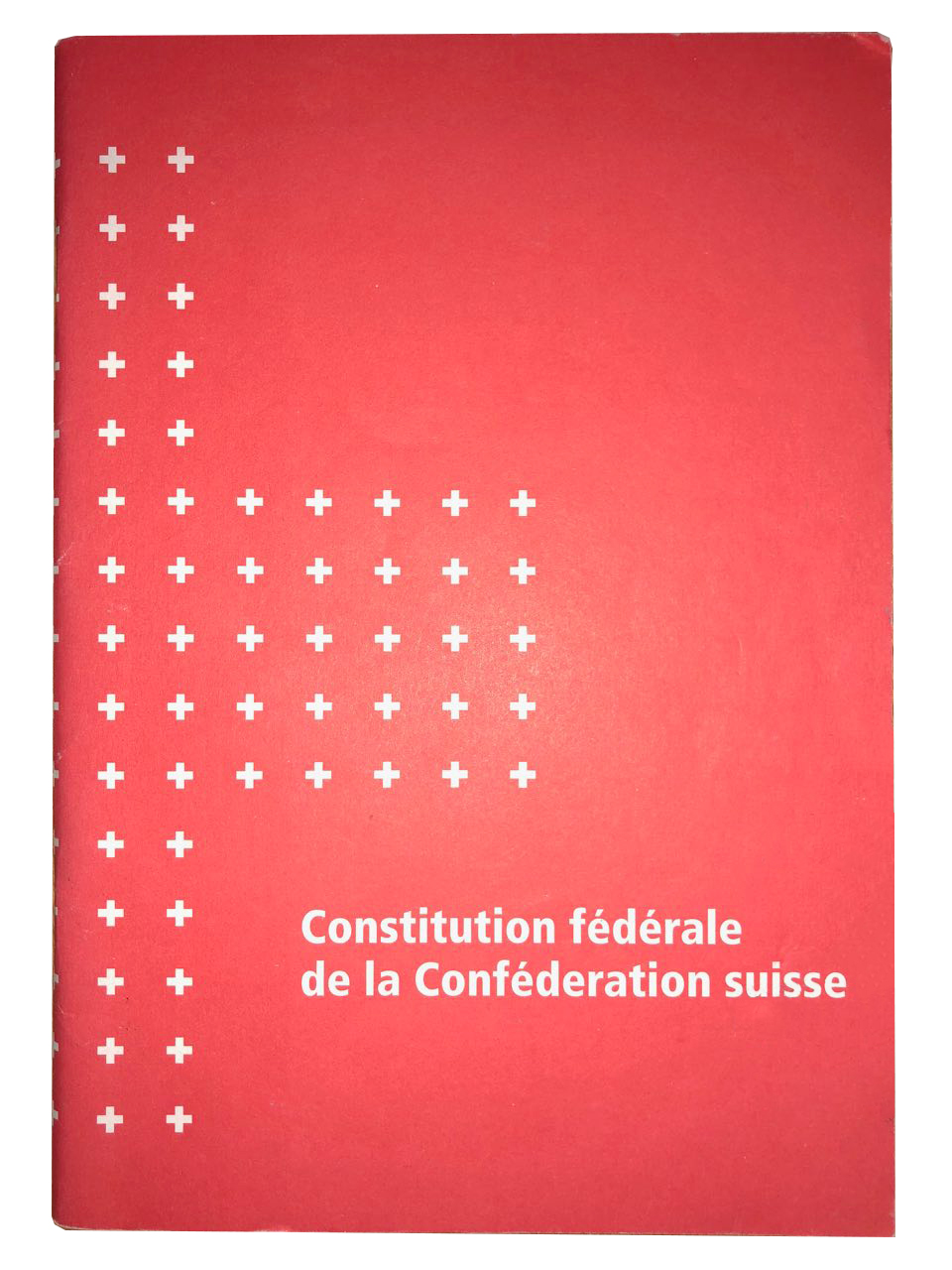
La Constitution suisse attribue des compétences à la confédération et délègue les autres aux cantons, selon le principe de subsidiarité.

Chaque État fédéré est doté de compétences, et d'une organisation propre définie par la Constitution fédérale.
Les partisans du fédéralisme estiment que celui-ci permet d'appliquer au mieux le principe de subsidiarité selon lequel les compétences doivent être attribuées au niveau le plus bas où elles peuvent être exercées efficacement.
Selon les cas, le fédéralisme est symétrique (toutes les entités fédérées ont des pouvoirs identiques) ou asymétrique (les pouvoirs peuvent différer d'une entité à l'autre, à la suite d'accords particuliers : cas par exemple du Québec au Canada). Le fédéralisme asymétrique, non-sens flagrant désigne en fait l'apport d'une caractéristique confédérale dans un ensemble fédéral, à partir du moment où une entité d'un ensemble se voit attribuer un statut particulier, l'ensemble se régie comme une confédération.
Les capitales des États vivant sous le fédéralisme ont un statut spécial. Elles prennent la forme d'une ville fédérale ou d'un district fédéral vivant directement sous la tutelle du gouvernement fédéral, bien qu'une autonomie locale puisse être accordée. La capitale est soit une ville historique soit une ville nouvelle planifiée pour qu'elle soit indépendante des États fédérés. Ces derniers ont pour la plupart, une capitale propre.
Dans certains États fédéraux comme la Belgique les compétences sont des compétences exclusives et les relations entre l'État fédéral et l'État fédéré sont fondées sur l'équipollence des normes, principe qui peut être battu en brèche dans d'autres États fédéraux comme le Canada au nom du pouvoir de dépenser qui, dans les faits, annule l'exclusivité des compétences théoriquement affirmée.
En général, les Affaires étrangères, la Monnaie, la Défense nationale, et les grandes lignes de l'économie sont du ressort de la fédération (ce sont les compétences dites régaliennes). L'enseignement, les affaires culturelles, la police, l'administration régionale sont du ressort des États fédérés.
Mais il peut apparaître des conflits entre États fédérés, ou entre la fédération et des États. La Suisse et les États-Unis d'Amérique ont ainsi connu des guerres civiles, liées à des interprétations divergentes des obligations nées des traités créant ces fédérations. En Suisse, alors qu'elle était encore une confédération, la guerre civile dite Guerre du Sonderbund de courte durée eut lieu en 1847, et eu notamment pour résultat la création de l’État fédéral en 1848. Aux États-Unis la guerre civile eut lieu alors que le pays était devenu depuis un certain temps un État fédéral, mais certains lisaient encore la Constitution comme instaurant un régime confédéral et la Guerre de Sécession fut précédée par la proclamation de l'indépendance dans certains États du sud qui formèrent les États confédérés d'Amérique.

### Processus et acteurs
De nombreux pays démocratiques ont adopté le fédéralisme ou des régimes voisins de celui-ci.
En Europe occidentale, la France construite sur le principe constitutionnel de la « République une et indivisible » est une exception relative. Une évolution fédérale, ou ne serait-ce qu'une évolution vers plus de décentralisation, supposerait donc une révision de la constitution.
Une évolution fédérale de l'Europe supposerait également une constitution ad hoc, applicable soit à toute l'Union européenne, soit au départ à un « noyau dur » de pays souhaitant une telle intégration. Le Parti fédéraliste européen défend ce modèle en Europe et la section française défend également le fédéralisme pour l'État français lui-même.
La France est une sorte de modèle de l'État unitaire et c'est par rapport à elle, vu l'importance et l'universalité du modèle politique français, que l'on peut le mieux définir le fédéralisme au point de vue du citoyen. Bernard Barthalay estimait encore en 1981 que « Le fait pour tout individu sur le territoire de la fédération d'être citoyen deux fois ou, mieux, citoyen au même titre à la fois de l'État membre et de la fédération sans aucune hiérarchie entre ces deux positions permet de comprendre précisément quel est le défaut fondamental de l'idée de nation : l'exclusivité. Dans un État national (…), il n'est pas possible de porter son identité régionale ou européenne comme on porte son identité nationale ». Le même auteur s'exprimait ensuite de cette façon : « À la qualité de Français s'attache une exclusivité, qui lui subordonne l'appartenance à tout groupe. Or cette exclusivité - ce non-vouloir ou ce non-pouvoir être citoyen à la fois de son propre État et d'un groupe d'États et à la limite le monde - n'est rien d'autre que l'état de guerre considéré sous l'angle individuel ».

## Philosophie politique
Le fédéralisme a été soutenu par : Althusius, Montesquieu, Kant, Tocqueville, Proudhon, Maurras, Joseph Paul-Boncour. Il était également une des bases du projet de société Girondin pendant la révolution française.
On distingue deux grandes conceptions du fédéralisme :
- le fédéralisme institutionnel et démocratique, dit « hamiltonien », se centre sur l'organisation et le fonctionnement démocratique des institutions fédérales, sans s'immiscer dans des idéologies et programmes politiques lesquels relèvent du libre choix des citoyens par le biais de ces institutions ;
- le fédéralisme intégral ou fédéralisme libertaire est une conception du fédéralisme qui dépasse la seule théorie de l'État fédéral mais qui en fait une philosophie politique à part entière, dérivée des écrits de Pierre-Joseph Proudhon et de Pierre Besnard, de la pratique des organisations issues des courants du syndicalisme révolutionnaire et de l'anarcho-syndicalisme[14], et aussi du personnalisme et du christianisme social.

Emmanuel Kant pose en 1795 dans Vers la paix perpétuelle les bases d'une philosophie du fédéralisme à l'époque même où se constitue en Amérique le premier État fédéral. La paix ne peut selon lui exister véritablement que si une organisation de type fédéral encadre les États, les privant ainsi du pouvoir de déclencher des guerres.
Pierre-Joseph Proudhon étend l'idée de fédéralisme aux domaines économique et social. Il prône l'appropriation des moyens de production par les individus qui les utilisent et non pas leur collectivisation par l'État. Il reconnait en effet la propriété comme un frein à la toute-puissance étatique et donc une force garantissant les libertés pour autant que l'on ne puisse s'attribuer le fruit du travail d'autrui. Le principe fédératif s'oppose donc essentiellement pour Proudhon au centralisme et comme un moyen de faire prévaloir le droit sur la force.
Friedrich Hayek, dans La route de la servitude, institue le fédéralisme comme « seule forme d'association... permettant de créer un ordre international sans mettre obstacle [au] légitime désir d'indépendance ».

### Fédéralisme et séparation des pouvoirs
L'analyse de Montesquieu du fédéralisme, et plus tard celle de Tocqueville, consiste en l'institutionnalisation de contrepoids politiques. On parle alors de séparation verticale des pouvoirs.

### Extension géographique
On a débattu, depuis que l'idée fédérale existe, et la mondialisation a accéléré cette réflexion, de l'opportunité d'étendre ce concept, en le proposant comme un type de gouvernance applicable à l'échelle des continents, voire du monde.
- Le fédéralisme européen ou la volonté de créer une Fédération européenne, cette idée a été soutenue par : Victor Hugo, Aristide Briand, Denis de Rougemont, Alexandre Marc, Altiero Spinelli.
- Le fédéralisme mondial pour sa part vise à rechercher une gouvernance globale voire un gouvernement mondial fonctionnant selon les principes du fédéralisme. Des organisations agissent en ce sens comme World Federalist Movement, axé sur la réforme de l'ONU. Et surtout l'Église catholique, comme elle l'a expliqué dans une note du Conseil pontifical Justice et Paix, publiée par le Cardinal Turkson en 2011.

#### Ouvrages
- Denis de Rougemont (dir.), Dictionnaire international du fédéralisme, édité par François Saint-Ouen, Bruxelles, Bruylant, 1994.
- Arnaud Coutant, l'Amérique des États, les contradictions d'une démocratie fédérale, Mare et Martin, 2011.
- « Le fédéralisme dans tous ses états », textes réunis par Pierre du Bois de Dunilac et Dieter Freiburghaus, Revue d'Allemagne et des pays de langue allemande, t.35, No.3, 2003, p. 305-428.
- Bernard Voyenne, Histoire de l'idée fédéraliste, Presses d'Europe, 1976.
- Maurice Croisat, Le fédéralisme dans les démocraties contemporaines, Montchrétien, 1992.
- Bernard Barthalay, Le fédéralisme, PUF, 1981.
- François Vergniolle de Chantal, Fédéralisme et antifédéralisme, PUF, 2005
- Joël Thalineau, Essai sur la centralisation et la décentralisation - Réflexions à partir de la théorie de Ch. Eisenmann, p. 267 et s., http://tel.archives-ouvertes.fr
- Olivier Beaud, Théorie de la Fédération, PUF - 2007
- Christophe Réveillard, Les premières tentatives de construction d'une Europe fédérale, F.-X. de Guibert, 2001, 421 p.
- Christophe Parent, Le concept d’État fédéral multinational - P.I.E. Peter Lang, Collection Diversitas, 2011
- Michael Burgess and Alain-G. Gagnon, Federal Democracies - Routledge, 2010
- Pierre-Joseph Proudhon, Du principe fédératif et de la nécessité de reconstituer le parti de la révolution, Romillat, 1863
- Félix Mathieu (dir.), Cinquante déclinaisons de fédéralisme : théorie, enjeux et études de cas, Presses de l'Université du Québec, 2020

#### Articles
- Olivier Beaud, « Fédéralisme », Dictionnaire de philosophie politique, P.U.F., 1996
- Christophe Réveillard, « Proudhon et le fédéralisme », dans Jean-Pierre Deschodt (dir.), Pierre-Joseph Proudhon : l'ordre dans l'anarchie, Centre de recherches Hannah Arendt, Institut catholique d'études supérieures, Éd. Cujas, 2009, p. 135-157.
- Thibault Isabel, « L'idée fédérale chez Pierre-Joseph Proudhon », Krisis, no 42, 2015.

#### Bases de données et notices
- Ressource relative à la recherche :   - Stanford Encyclopedia of Philosophy
- Notices dans des dictionnaires ou encyclopédies généralistes :   - Britannica
  - Den Store Danske Encyklopædi
  - Dizionario di Storia
  - Enciclopedia italiana
  - L'Encyclopédie canadienne
  - Gran Enciclopedia Aragonesa
  - Store norske leksikon
  - Treccani
  - Universalis
- Notices d'autorité :   - BnF (données)
  - GND
  - Espagne
  - Tchéquie
  - Lettonie

#### Autres liens externes
- Site des fédéralistes européens
- Revue universitaire électronique Fédéralism-e
- Institut du Fédéralisme de l'Université de Fribourg
- Institut Européen des Hautes Études Internationales
- Bibliothèque du Forum des fédérations
- Forum des fédérations : réseau international sur le fédéralisme, rallie praticiens, chercheurs et jeunes pour l’apprentissage et la mise en commun d’idées et d’expériences.
- Fédéralisme global
- World federalist movement
- Revue Fédéralisme-Régionalisme
- Max Richard, Principes et Méthodes du Fédéralisme (1956)
- Les États canadiens comparés
- Base de données - Fédéralisme - Bibliothèque de l'Assemblée nationale du Québec